# Шебалин, Сергей Константинович
Серге́й Константи́нович Шебали́н (2 сентября 1890 или 2 [14] сентября 1890, Остроленка, Ломжинская губерния — 22 мая 1964, Сан-Франциско, Калифорния) — русский лётчик, герой Первой мировой войны, участник Белого движения. В эмиграции служил в Королевских ВВС Югославии. В годы Второй мировой войны служил у немцев в Русском корпусе. После войны переехал в США. 

## Биография
Из потомственных дворян Казанской губернии. Сын отставного штабс-капитана Константина Николаевича Шебалина.
Окончил 2-й Московский кадетский корпус (1909) и Константиновское артиллерийское училище (1912), откуда выпущен был подпоручиком в 5-й стрелковый артиллерийский дивизион. Произведен в поручики 31 августа 1914 «за выслугу лет».
С началом Первой мировой войны состоял наблюдателем 21-го корпусного авиационного отряда, временно командовал отрядом с 24 августа по 25 ноября 1914 года. Удостоен ордена Св. Георгия 4-й степени
За то, что 3-го ноября 1914 года, производя в качестве наблюдателя воздушную разведку в районе Ленчицы и Домбе, обнаружил движение корпуса противника, направленного в обход правого фланга и в тыл армии. Во время разведки аппарат подвергся сильному артиллерийскому огню, пробившему его в 9-ти местах. Своевременно доставленные сведения дали возможность принять меры, приведшие к успешному парированию угрозу флангу и тылу армии.
Затем был лётчиком-наблюдателем 1-го корпусного и 2-го армейского авиационных отрядов. В марте 1916 года окончил Одесскую авиационную школу, получил звание военного лётчика. Пожалован Георгиевским оружием
За то, что, летал 20-го апреля 1916 года с наблюдателем того же отряда, штабс-капитаном Евсюковым, на самолете типа «Моран-Парасоль» с целью фотографирования батарей противника в районе озера Нарочь, заметив немецкий малый «Альбатрос» истребительного типа, наши летчики бесстрашно бросились на немца и, сблизившись с ним на расстоянии 75 шагов, вступили в бой, расстреливая его из Нагана и Винчестера. Немец, отстреливаясь из пулемета, сделал два круга и стал уходить. Тогда поручик Шебалин, вместе с своим наблюдателем, несмотря на рану в руку, полученную в первый же момент боя, погнался за немцем и прекратил преследование только по израсходовании всех патронов. После того, дав возможность своему наблюдателю закончить фотографирование батарей, благополучно опустился на аэродром. При осмотре аппарата, в нем обнаружено 23 пробоины разрывными пулями.
С 23 мая 1916 года назначен начальником 2-го армейского авиационного отряда, с 13 августа 1917 года — помощником командира 2-й боевой авиационной группы. Произведен в штабс-капитаны 7 сентября 1917 года.
С началом Гражданской войны, летом 1918 года с группой авиаторов во главе с полковником Козаковым выехал в Мурманск, был зачислен лейтенантом в Славяно-Британский авиационный корпус. С 15 августа 1918 года — военный летчик 1-го Славяно-Британского авиационного отряда, в составе которого участвовал во всех операциях Славяно-Британского авиационного корпуса. С 1 августа 1919 года назначен командиром Двинского авиационного дивизиона. В сентябре 1919 года эвакуировался в Англию.
3 октября 1919 года прибыл в Новороссийск с группой офицеров и военных чиновников. 7 октября был зачислен в Вооружённые силы Юга России и назначен летчиком в 7-й авиационный отряд. С 17 ноября 1919 года был военным лётчиком 4-го авиационного отряда ВСЮР. В Русской армии — командир 4-го авиационного отряда. В июне 1920 года участвовал в операциях, способствовавших разгрому конной группы Жлобы в Северной Таврии. За боевые отличия был произведен в капитаны 25 июня 1920 года, в полковники — 26 июня. Состоял членом суда чести Крымской боевой авиационной группы. Был награждён орденом Св. Николая Чудотворца. Эвакуировался из Крыма на корабле «Сцегед». На 18 декабря 1920 года — во 2-й роте авиационного батальона Технического полка в Галлиполи.
Осенью 1925 года — в составе Технического батальона в Югославии. В эмиграции там же. Служил в Королевских ВВС Югославии. Был офицером-инструктором Высшей школы летчиков-истребителей и 3-й пилотской школы в Нише. В 1940 году — командир 5-го авиационного истребительного полка, в следующем году был освобожден от должности, некоторое время состоял заведующим личным составом при Министерстве авиации. В годы Второй мировой войны служил в Русском корпусе. В мае 1942 года был назначен командиром 6-й роты 5-го полка, затем — командиром 6-й роты 2-го полка (в чине гауптмана). С 15 февраля 1944 года назначен командиром 2-го батальона 5-го полка (в чине майора), с 26 октября того же года — командиром 4-го батальона 4-го полка. В декабре 1944 года прибыл на формирование военно-воздушных сил КОНР, был назначен начальником штаба 1-го авиационного полка. 30 апреля 1945 года сдался частям 3-й армии США в районе Лангдорфа.
После войны переехал в США. Скончался в 1964 году в Сан-Франциско. Похоронен на сербском кладбище в Колме. Его жена Эмилия Андреевна (1899—1993) в Гражданскую войну была сестрой милосердия, похоронена там же.

## Награды
- Орден Святого Владимира 4-й ст. с мечами и бантом (ВП 18.01.1915)
- Орден Святой Анны 4-й ст. с надписью «за храбрость» (ВП 19.03.1915)
- Орден Святого Георгия 4-й ст. (ВП 28.07.1915)
- Орден Святой Анны 3-й ст. с мечами и бантом (ВП 11.02.1916)
- Георгиевское оружие (ПАФ 4.03.1917)
- Орден Святителя Николая Чудотворца (Приказ Главнокомандующего № 3712, 7 октября 1920)